# Maximilien Brabec
Pour les personnes ayant le même patronyme, voir Brabec.
Maximilien Brabec est un expert-praticien en innovation et en stratégie. Il est professeur en innovation et entrepreneuriat à l’ESCP Europe, expert APM — habilité mission expertise conseil Bpifrance — conférencier AFCP.
Il est auteur d'ouvrages et d'articles notamment sur Harvard Business Review.

## Biographie
Depuis 2004, il est conseillé à l'Association progrès du management. Il est professeur à l'ESCP en stratégie innovation entrepreneurship.
Il conseille de nombreuses[Combien ?] PME, ETI, startups et groupes.
Il est diplômé de l’École centrale de Nantes en IT.
Après un passage chez KPMG et Ernst & Young, il s'est spécialisé au début des années 2000 dans la recherche des stratégies de rupture.

## Concepts

### Business modelvert
À travers ses ouvrages, il a développé de nombreux concepts et outils tels que le business model vert, lauréat du prix du livre[réf. souhaitée]. Il réfléchit aux moyens de pénétration de projets innovants qui créent un marché avec très peu de moyens.

### Les freins à l'innovation
Il a inventé le syndrome de aller de A vers A' au lieu d'aller de A vers B qui concerne :
- l’innovation : « On a trop tendance à introduire une innovation à un concept A existant pour en faire du A’ (aboutissant au fameux canard qui nage mal et vole mal) au lieu de sortir un vrai concept B en repartant d’une feuille blanche. L’éco-conception s’assimile encore souvent au A’ et les entreprises feraient souvent mieux de faire directement de l’éco-innovation B »[réf. souhaitée] ;
- la stratégie des entreprises : « les entreprises sont confrontées à des mutations qui sont de moins en moins linéaires, or elles ont tendance à optimiser leur stratégie actuelle A en la faisant évoluer vers du A’ alors qu’elles feraient mieux se doter d’une nouvelle stratégie B »[réf. souhaitée]. Faire de la prospective ne suffit pas car on risque d’avoir un cran de retard. Il est préférable de faire de la prescriptive en adoptant une posture de transformateur et non pas d’anticipateur.

### Il est Bo le Lavabo= biais du début de l’innovation
Après les interventions de Brabec dans des incubateurs et accélérateurs, l'expression « il est Bo le Lavabo » empruntée à la chanson de Lagaffe sert d'électrochoc utile aux startups sur le biais suivant : quand on cherche une idée pour un projet innovant, il arrive souvent que la 1re idée trouvée qui nous parait géniale, nous illumine énormément en nous donnant l'impression d’avoir trouvé un « il est Bo le Lavabo ». Or la 1re idée n'est pas, loin de là, la meilleure idée en termes de création de valeur ultime. Du coup on s'enferme sur le lavabo pour faire une levée de fonds le plus vite possible sur ce qui n'était que « le 1er lavabo trouvé qui fatalement n'était pas si bo que ça ».

### Équation P = F/S
Il reprend l'équation physique suivante pour encore plus saillante, tant pour la stratégie de développement des entreprises, que pour la stratégie de pénétration pour un projet innovant ou une startup : P = F/S. Voici comment il rappelle son principe : quand on enfonce un bâton de ski dans la neige, on créé une pression dont la puissance dépend de l'importance de la Force qu'on donne en plantant le bâton et de la petitesse de la surface de pénétration, c'est-à-dire de la pointe de mon bâton. Plus la pointe de pénétration de mon bâton est petite, plus la pression est forte. En revanche une fois que la rondelle du bâton touche la neige, alors de fait, la surface explose et elle écroule la pression : une fois que la rondelle de ski touche la neige, le bâton ne s'enfonce plus car il n'y a plus de pression, malgré la même force identique que nous avions donnée pour planter le bâton.
À quoi cela correspond-il pour une entreprise ou une startup ? L'équivalent de la force correspond aux « moyens qu'on engage », l'équivalent de la surface « au périmètre sur lequel on applique ces moyens » et l’équivalent du P correspond au « résultat que l'on dégage ».
Ainsi, plus nous ciblons une surface encore plus pointue, plus nous obtenons un résultat élevé avec moins de moyens engagés.
De cela, Brabec nous alerte sur le lancement de notre innovation :
- un projet innovant doit savoir viser la plus petite surface initiale au départ « Plus Petit Minimum Utile, PPMU » pour ensuite déclencher une série de surfaces successives plus importantes sous forme d'un effet domino d'un univers n à un univers n+1 plus grand ;
- un projet innovant doit aussi utiliser le F de toutes les parties prenantes du jeu pour augmenter d'autant plus la force globale de son projet, d'où les approches inspirées par la théorie des jeux proposées par Brabec.

De façon plus générale les entreprises doivent se centrer sur  leur périmètre d'exception « en quoi pouvons-nous être la meilleure entreprise qui soit ». Elles ont trop tendance à avoir beaucoup de petites innovations qui diluent les moyens disponibles sans créer d’impact décisif, alors qu’elles feraient mieux de se centrer sur très peu de très grandes innovations avec un grand I. Les entreprises ne peuvent pas innover sans un minimum d'élagages utiles.

### Cradotest
Il écrit au sujet des avantages de l'utilisation de cradotests[réf. souhaitée] successifs pour apprendre « ce que l'on ne sait même pas ce que l'on ne sait pas » : un projet innovant doit pouvoir opérer des « ingénieux bricolages » successifs pour se confronter à la réalité du marché, de la chaîne de valeur et de la réalisation technique de l'offre (cradotype) de manière itérative avec vitesse et peu de moyens et se doit de manager sa courbe d’apprentissage avec discipline. Un Fablab sert uniquement à faire des cradotypes qui n’est qu’une des dimensions des cradotests qui n’est pas suffisante. Il faut aussi faire : 
- un test de marché (en situation réelle, dans un microcosme) ;
- un test de toute la chaîne de valeur.

Le Proof of Concept n’est qu'une partie congrue de la notion de cradotests : on peut en effet effectuer des cradotests qui ne visent pas à démontrer quoi que ce soit, mais plutôt à découvrir quoi que ce soit qu'on n'imagine même pas. Il met donc en lumière le phénomène de sérendipité.

### Innovation washing
Brabec souligne un phénomène d'innovation washing, qui émerge lorsque les entreprises multiplient les incantations à innover et que les salariés  ont tendance à viser trop de vœux. L'entreprise parle beaucoup d'innovation, dépense beaucoup d'énergie dessus, mais n'a pas créé de valeur. Il soutient par conséquent que les entreprises doivent être très claires sur leurs rêves de nouvelles valeurs et centrer leurs efforts sur quelques projets.